# Mercure et Argus (Sokolov)
Pour les articles homonymes, voir Mercure et Argus.
Mercure et Argus (Меркурий и Аргус) est une huile sur toile du peintre russe néoclassique Piotr Sokolov (1753-1791), mesurant 198 cm x 140 cm et datant de 1776. Elle est conservée au musée russe de Saint-Pétersbourg.

## Description et histoire
Cette œuvre est composée par Sokolov comme travail final de pensionnaire de l'Académie impériale des beaux-arts, envoyé à Rome (où il est demeuré de 1772 à 1776), étudier auprès de Pompeo Batoni. Il a mis deux ans après de nombreuses esquisses à la composer. Elle se réfère à un sujet des Métamorphoses d'Ovide. La figure d'Argus, assis sur un rocher au pied d'un arbre, reproduit le torse de l'Apollon du Belvédère et la figure de Mercure, debout représenté en berger, se réfère principalement à la sculpture antique d'Apollon sauroctone. De telles « citations » des postures et des gestes se sont généralisées dans la peinture du classicisme.